# Semana Santa en Cartagena
Como en la mayor parte de España, la celebración de la Semana Santa se hace presente cada año en Cartagena con la organización de procesiones. Estas se extienden, con la primera procesión de España, desde la Madrugada del Viernes de Dolores, festividad de la patrona de la ciudad (la Virgen de la Caridad), hasta el mediodía del Domingo de Resurrección a lo largo de todos los días de la Semana Santa.
La Junta de Cofradías de la Semana Santa cartagenera está integrada por cuatro cofradías penitenciales: Marrajos, Californios, Resucitado y Socorro, de las que las dos primeras procesionan varios días. Las primeras procesiones de las que se tiene constancia, de la cofradía Marraja, salieron por primera vez en el año 1663, si bien la data fundacional de la misma se desconoce con exactitud y podría ser incluso anterior.
La Semana Santa de Cartagena fue declarada de Interés Turístico Internacional en 2005.
El "epicentro" de la Semana Santa de Cartagena es la iglesia de Santa María de Gracia, un templo del siglo XVIII, que no llegó a finalizarse en su fachada y que se vio gravemente afectado por la destrucción de todo su interior en los primeros días de la guerra civil española en 1936. Está ubicada en la calle del Aire, en pleno casco antiguo de la ciudad.

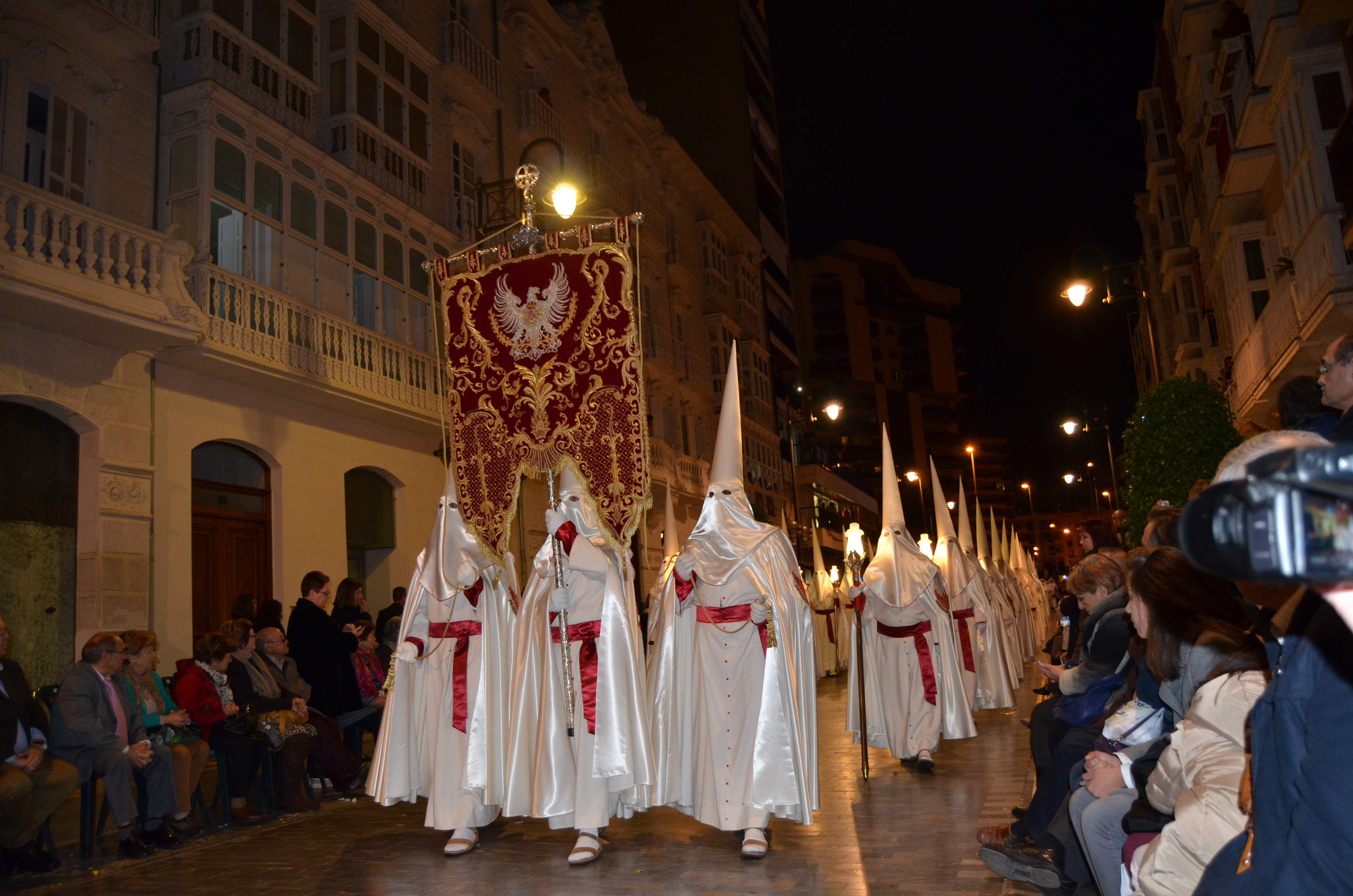
Sudario de San Juan Evangelista (Marrajos)

Las procesiones cartageneras tienen como rasgo más destacado el orden de los penitentes, que marchan al son del tambor al unísono; andan y paran a la vez y permanecen estáticos en las paradas. Junto al orden, la flor, la luz o la música son rasgos distintivos de esta Semana Santa.
En materia escultórica alberga un importante patrimonio formado por obras de José Capuz, José Sánchez Lozano, Juan González Moreno, Mariano Benlliure, Francisco Salzillo, Federico Coullaut-Valera y otros muchos escultores españoles. Son también destacables los mantos y estandartes bordados, algunos de ellos de los siglos XVIII y XIX.

## Cofradías
Las cuatro cofradías que organizan las distintas procesiones que tienen lugar a lo largo de diez días son: 
- Real e Ilustre Cofradía de Nuestro Padre Jesús Nazareno (marrajos). Procesiona el Lunes Santo, Viernes Santo (Madrugada y Noche) y Sábado Santo con las procesiones, respectivamente, de la Piedad, el Encuentro, el Santo Entierro y la Vera Cruz. Dentro de la cofradía de Nuestro Padre Jesús Nazareno podemos encontrar 18 agrupaciones que componen la misma, estas agrupaciones son : Granaderos, Santo Cáliz, Estudiantes, Jesús Nazareno, La Verónica, Soldados Romanos, San Juan, La agonía, La lanzada, La virgen de la Soledad, Descendimiento, Virgen de la Piedad, Santo Entierro, Santo sepulcro, Santo sudario, Portapasos de la Piedad, Portapasos de la Dolorosa y María Magdalena.

- Ilustre Cofradía del Santísimo y Real Cristo del Socorro. Fundada en 1691. Procesiona en viacrucis en la madrugada del Viernes de Dolores, en la que es considerada la primera procesión de España cada Semana Santa.

Esta cofradía es la más minoritaria, está formada por solo 2 agrupaciones : Agrupación del Cristo del Socorro, Agrupación de la Santísima Virgen de la Soledad del Consuelo.
- Pontificia, Real e Ilustre Cofradía de Nuestro Padre Jesús en el Doloroso Paso del Prendimiento y Esperanza de la Salvación de las Almas (californios). Fundada en 1747. Sus procesiones tienen lugar el Viernes de Dolores por la noche, Domingo de Ramos, Martes Santo, Miércoles Santo y Jueves Santo. Son las procesiones del Cristo de la Misericordia, la Entrada de Jesús en Jerusalén, el Traslado de los Apóstoles, el Prendimiento y el Silencio.

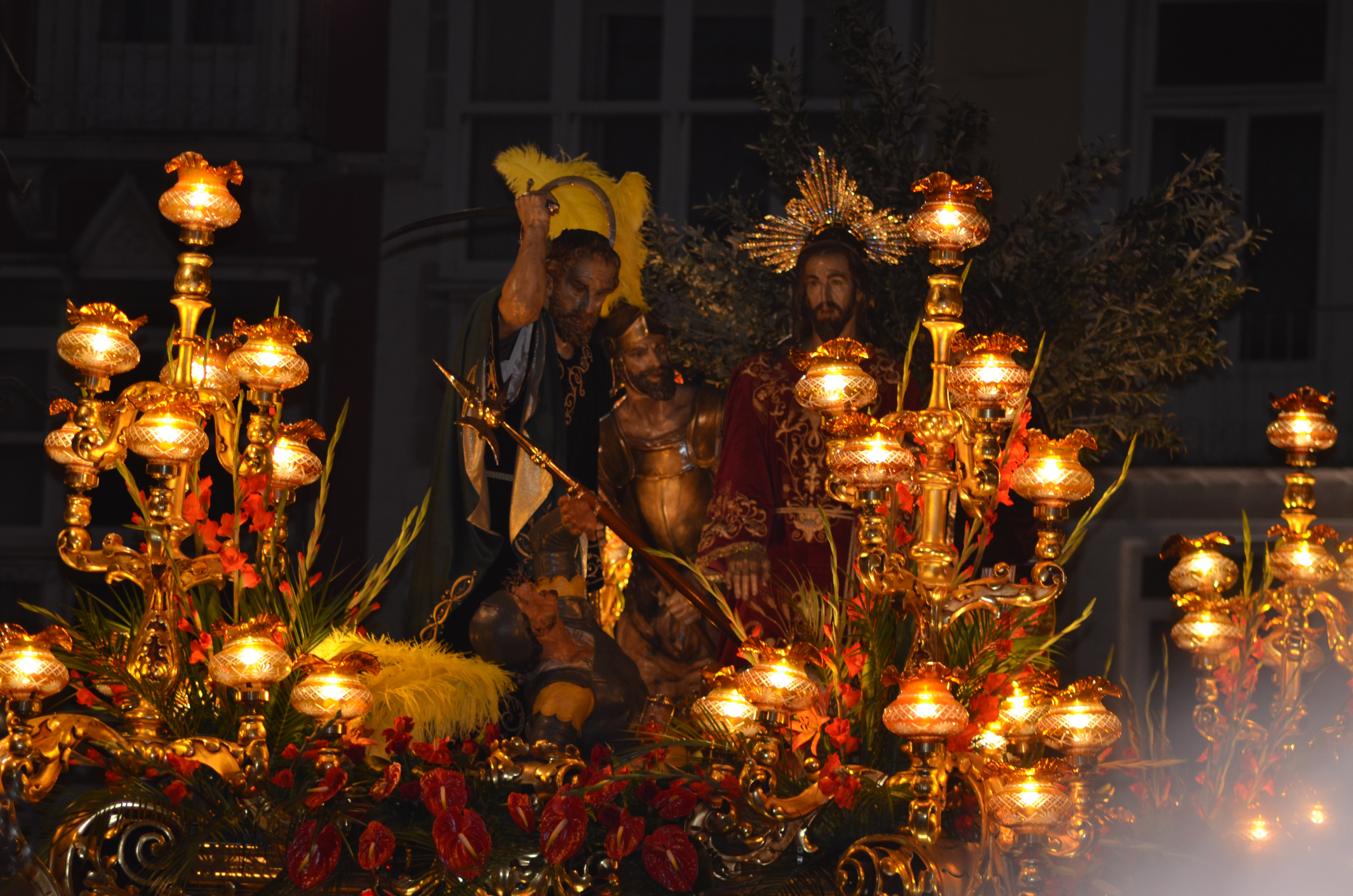
Trono del Ósculo (Californios)

Esta cofradía es la segunda más numerosa en cuanto a agrupaciones se refiere, está formada por 15 agrupaciones, las cuales son : Agrupación del Santísimo y Real Cristo de la Misericordia, Agrupación de María Santísima del Rosario en sus Misterios Dolorosos, Agrupación de Granaderos, Agrupación de la Santa Cena y del Santísimo Cristo de los Mineros, Agrupación de la Oración en el Huerto, Agrupación del Ósculo, Agrupación del Prendimiento, Agrupación de Soldados Romanos, Agrupación del Santísimo Cristo de la Flagelación, Agrupación de la Coronación de Espinas, Agrupación de la Sentencia de Jesús, Agrupación de Santiago Apóstol, Agrupación de San Pedro Apóstol, Agrupación de San Juan Evangelista, Agrupación de la Santísima Virgen del Primer Dolor.
- Real e Ilustre Cofradía de Nuestro Padre Jesús Resucitado. La más joven de las cofradías cartageneras fue fundada en 1943. Procesiona en la mañana del Domingo de Resurrección.Información de la página

Esta cofradía está compuesta por 11 agrupaciones : Solados Romanos, Aparición de Jesús a María Magdalena, Aparición de Jesús a discípulos en Emaus, Sepulcro vacío, San Juan, Agrupación de escoltas y honores, Nuestro padre Jesús resucitado, Virgen del amor hermoso, Aparición a Santo Tomas, aparición de Jesús en el lago Tiberiades, Junta de Damas.

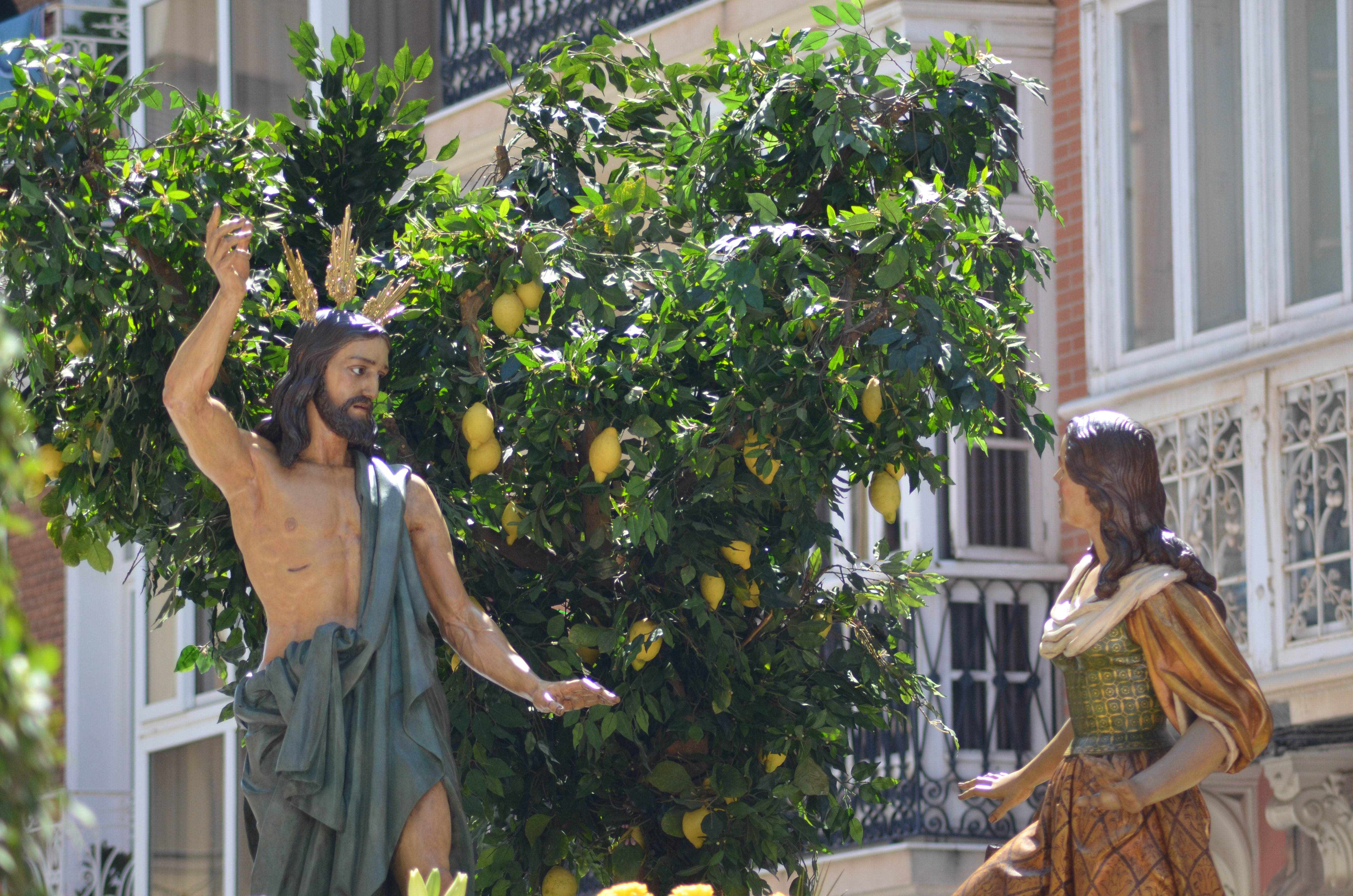
Trono Aparición a la Magdalena (Resucitados)

## Viernes de Dolores

### Madrugada. Viacrucis Penitencial del Cristo del Socorro
El viacrucis penitencial de la Socorro da inicio a la Semana Santa en Cartagena. Partiendo de las inmediaciones de la Catedral Antigua, en la que cuenta con capilla propia, realiza una estación penitencial ante la antigua patrona de la Ciudad, la Virgen del Rosell, en la iglesia de Santa María de Gracia, y otra en la basílica de la Virgen de la Caridad, patrona de Cartagena.
| Cofradía del Santísimo y Real Cristo del Socorro | Viacrucis penitencial | Viacrucis penitencial |
| --- | --- | --- |
| | Inmediaciones de la Catedral Antigua (calle de la Concepción)03:30 horasRECORRIDO: Sepulcro • Concepción • Plaza de San Ginés • San Francisco • Campos • San Miguel • Aire • Plaza de San Sebastián • Honda • Plaza de San Francisco • Arco de la Caridad • San Vicente • Plaza del Sevillano • Serreta • Caridad • Plaza de Risueño • Duque • Plaza de San Ginés • Concepción • Sepulcro | |
| Datos | Composición | Composición |
| PRIMERA SALIDA: 1691REFUNDACIÓN / ÉPOCA ACTUAL: 1961Realiza Estación de Penitencia en la iglesia de Santa María de Gracia ante la antigua patrona de Cartagena, la Virgen del Rosell.A continuación realiza también Estación de Penitencia en la Basílica de la Caridad, donde se oficia una misa.La procesión finaliza a su llegada a la plaza de San Ginés, donde se canta la Salve cartagenera. | - Santísimo Cristo del Socorro (Manuel Ardil Pagán, 1965) - Santísima Virgen de la Soledad del Consuelo (José Hernández Navarro, 2003) | - Santísimo Cristo del Socorro (Manuel Ardil Pagán, 1965) - Santísima Virgen de la Soledad del Consuelo (José Hernández Navarro, 2003) |

### Noche. Procesión del Santísimo Cristo de la Misericordia y María Santísima del Rosario en sus Misterios Dolorosos
Esta procesión tuvo sus comienzos como cofradía independiente, recibiendo poco después el respaldo de la Cofradía del Socorro. Tras unos primeros años en los que desfilaba sin la autorización de la Diócesis de Cartagena, en 1987 se integró en la Cofradía California. Esta acogió a la mayor parte de las agrupaciones que la formaban, y ha hecho crecer la procesión incorporando nuevos tercios y tronos.
| Pontificia, Real e Ilustre Cofradía de Nuestro Padre Jesús en el Doloroso Paso del Prendimiento y Esperanza de la Salvación de las Almas (californios)         | Procesión del Santísimo Cristo de la Misericordia y María Santísima del Rosario en sus Misterios Dolorosos | Procesión del Santísimo Cristo de la Misericordia y María Santísima del Rosario en sus Misterios Dolorosos |
| --- | --- | --- |
| | Iglesia de Santa María de Gracia21:00 horasRECORRIDO: Aire • Cañón • Mayor • Plaza San Sebastián • Puertas de Murcia • Santa Florentina • Parque • Plaza Puerta de la Serreta • Serreta • Plaza Serreta • Caridad • Duque • Plaza de San Ginés • San Francisco • Campos • Jara • Aire | |
| Datos | Composición | Composición |
| PRIMERA SALIDA: 1979El trono de la Despedida de Jesús se convirtió en 1998 en el primero en ser llevado a hombros por mujeres en la Semana Santa de Cartagena. | - Trono Insignia de la Cofradía (Rafael Terón, 1987) - Tercio Infantil de Granaderos - Trono-alegoría de los Siete Dolores de la Virgen (Cristóbal Cubero, 2000) - Jesús y la Virgen María en casa de Lázaro (José Hernández Navarro, 2008) - Despedida de Jesús de la Santísima Virgen (José Hernández Navarro, 2004) - Santísimo Cristo de la Misericordia (José Hernández Navarro, 2003 - Santísima Virgen del Rosario (José Hernández Navarro, 1983) - Sección de Honores de la Agrupación de Granaderos | - Trono Insignia de la Cofradía (Rafael Terón, 1987) - Tercio Infantil de Granaderos - Trono-alegoría de los Siete Dolores de la Virgen (Cristóbal Cubero, 2000) - Jesús y la Virgen María en casa de Lázaro (José Hernández Navarro, 2008) - Despedida de Jesús de la Santísima Virgen (José Hernández Navarro, 2004) - Santísimo Cristo de la Misericordia (José Hernández Navarro, 2003 - Santísima Virgen del Rosario (José Hernández Navarro, 1983) - Sección de Honores de la Agrupación de Granaderos |

## Domingo de Ramos. Procesión de la Entrada de Jesús en Jerusalén
En 1944 la Cofradía California incorporan una nueva procesión en la tarde del Domingo de Ramos, que desde pocos años más tarde, en 1952, es protagonizada por los niños, que desfilan en la misma vestidos a la usanza hebrea. En los últimos años ha incorporado tronos con diversas escenas de la vida pública de Jesús antes de la Entrada en Jerusalén, escena con la que culmina esta procesión.
| Pontificia, Real e Ilustre Cofradía de Nuestro Padre Jesús en el Doloroso Paso del Prendimiento y Esperanza de la Salvación de las Almas (californios)                                        | Procesión de la Entrada de Jesús en Jerusalén | Procesión de la Entrada de Jesús en Jerusalén |
| --- | --- | --- |
| | Iglesia de Santa María de Gracia17:00 horasRECORRIDO: Aire • Cañón • Mayor • Plaza de San Sebastián • Puertas de Murcia • Santa Florentina • Plaza Juan XXIII • Parque • Plaza Puertas de la Serreta • Serreta • Caridad • Plaza de Risueño • Duque • Plaza de San Ginés • San Francisco • Campos • Jara • Aire | |
| Datos | Composición | Composición |
| PRIMERA SALIDA: 1944Además de estar formados por niños los distintos tercios que visten de hebreos, en los últimos años algunos tronos han pasado a desfilar a hombros de jóvenes portapasos. | - Trono Insignia de la Cofradía (Rafael Terón, 1987) - Tercio Infantil de Granaderos - Personajes Bíblicos - Tercio Infantil de Soldados Romanos - Bautismo de Jesús (José Hernández Navarro, 2005) - Tercio Infantil de la Santa Cena - El Primado de San Pedro (José Hernández Navarro, 2007) - Conversión de la Samaritana (José Sánchez Lozano, 1945) - La Elección de los Zebedeos (Juan José Quirós, 2007) - El Sermón de la Montaña (Luis González Rey, 2004) - Tercio Infantil de la Sentencia - Los Milagros de Jesús (Juan José Quirós, 1993) - Ángel Confortador (José Sánchez Lozano, 1941 - Jesús camino de Jerusalén. La mala acogida de los samaritanos (Antonio Labaña, 1992) - Jesús con los Niños (José Hernández Navarro, 2004) - La Unción en Betania (José Hernández Navarro, 2002) - Ángel Anunciador (José Sánchez Lozano, 1967) - Entrada de Jesús en Jerusalén (Mariano Benlliure -Cristo-, 1947 / José Sánchez Lozano, 1971) - Sección de Honores de la Agrupación de Granaderos | - Trono Insignia de la Cofradía (Rafael Terón, 1987) - Tercio Infantil de Granaderos - Personajes Bíblicos - Tercio Infantil de Soldados Romanos - Bautismo de Jesús (José Hernández Navarro, 2005) - Tercio Infantil de la Santa Cena - El Primado de San Pedro (José Hernández Navarro, 2007) - Conversión de la Samaritana (José Sánchez Lozano, 1945) - La Elección de los Zebedeos (Juan José Quirós, 2007) - El Sermón de la Montaña (Luis González Rey, 2004) - Tercio Infantil de la Sentencia - Los Milagros de Jesús (Juan José Quirós, 1993) - Ángel Confortador (José Sánchez Lozano, 1941 - Jesús camino de Jerusalén. La mala acogida de los samaritanos (Antonio Labaña, 1992) - Jesús con los Niños (José Hernández Navarro, 2004) - La Unción en Betania (José Hernández Navarro, 2002) - Ángel Anunciador (José Sánchez Lozano, 1967) - Entrada de Jesús en Jerusalén (Mariano Benlliure -Cristo-, 1947 / José Sánchez Lozano, 1971) - Sección de Honores de la Agrupación de Granaderos |

## Lunes Santo. Procesión de Promesas de la Santísima Virgen de la Piedad
La primera de las procesiones marrajas es la de la Virgen de la Piedad. En 1930 la cofradía decidió convertir en procesión el habitual traslado que se hacía con este grupo, de similar iconografía al de la Virgen de la Caridad, patrona de Cartagena, un traslado que era seguido por un gran número de "promesas" (personas que hacían penitencia tras la imagen). Instituida ya en procesión, cada año son miles las personas que acompañan a la Virgen de la Piedad en la noche del Lunes Santo.
| Real e Ilustre Cofradía de Nuestro Padre Jesús Nazareno (marrajos) | Procesión de Promesas de la Santísima Virgen de la Piedad | Procesión de Promesas de la Santísima Virgen de la Piedad |
| --- | --- | --- |
| | Iglesia de Santa María de Gracia21:00 horasRECORRIDO: Aire • Cañón • Mayor • Plaza de San Sebastián • Puertas de Murcia • Santa Florentina • Parque • Serreta • Caridad • Duque • Plaza de San Ginés • San Francisco • Campos • San Miguel • Aire                                                                                  | |
| Datos | Composición | Composición |
| PRIMERA SALIDA: 1930Tras el trono de la Virgen de la Piedad marchan miles de personas que materializan así sus promesas a la Virgen.Destaca el gran número de niños que, vestidos de nazarenos participan en la primera de las procesiones marrajas. | - Estandarte de la Cofradía. Grupo de acompañamiento - Tercio de Granaderos Cadetes - Santo Cáliz (Francisco Portela -Cáliz-, 1925 / Manuel Biot -Evangelistas-, 1969) - Tercio de Granaderos - Trono Insignia de la Virgen de la Piedad (Ramón Orovio / Carmen Zambrana, 2001) - Santísima Virgen de la Piedad (José Capuz, 1925) | - Estandarte de la Cofradía. Grupo de acompañamiento - Tercio de Granaderos Cadetes - Santo Cáliz (Francisco Portela -Cáliz-, 1925 / Manuel Biot -Evangelistas-, 1969) - Tercio de Granaderos - Trono Insignia de la Virgen de la Piedad (Ramón Orovio / Carmen Zambrana, 2001) - Santísima Virgen de la Piedad (José Capuz, 1925) |

## Martes Santo. Traslados procesionales californios
En 1930 la Cofradía California otorgó carácter procesional al traslado de San Pedro, que se venía realizando desde antaño desde el Arsenal Militar. Poco después de la Guerra Civil se incorporarían con sus respectivos traslados también desde establecimientos militares, las imágenes de San Juan Evangelista y Santiago Apóstol.
| Pontificia, Real e Ilustre Cofradía de Nuestro Padre Jesús en el Doloroso Paso del Prendimiento y Esperanza de la Salvación de las Almas (californios)                                                                  | Traslados de los Apóstoles | Traslados de los Apóstoles |
| --- | --- | --- |
| | | |
| Santiago Apóstol | | |
| | Antiguo Gobierno Militar20,39 horasRECORRIDO: Príncipe de Vergara • Subida a las Monjas • Plaza del Ayuntamiento • Cañón • Aire • San Miguel • Campos • Plaza de San Francisco • Ignacio García • Balcones Azules • Honda • Plaza de San Sebastián | |
| PRIMERA SALIDA: 1943 | - Santiago Apóstol (José Sánchez Lozano, 1977) | - Santiago Apóstol (José Sánchez Lozano, 1977) |
| San Juan Evangelista | | |
| | Antiguo Parque de Artillería20,39 horasRECORRIDO: Plaza Puertas de la Serreta • Serreta • Caridad • Plaza de Risueño • Duque • Plaza de San Ginés • San Francisco • Campos • Jara • Plaza de San Sebastián                                         | |
| PRIMERA SALIDA: 1946 | - San Juan Evangelista (Mariano Benlliure, 1946) | - San Juan Evangelista (Mariano Benlliure, 1946) |
| San Pedro Apóstol | | |
| | Arsenal de Cartagena20:45 / 21:15RECORRIDO: Calle Real • Plaza de Castellini • Puertas de Murcia • Plaza de San Sebastián | |
| PRIMERA SALIDA: 1930 | - Trono Insignia de la Cofradía (Rafael Terón, 1987) - Tercio de Granaderos - San Pedro Apóstol (José Sánchez Lozano, 1940) - Piquete del Tercio de Levante de Infantería de Marina                                                                | - Trono Insignia de la Cofradía (Rafael Terón, 1987) - Tercio de Granaderos - San Pedro Apóstol (José Sánchez Lozano, 1940) - Piquete del Tercio de Levante de Infantería de Marina |
| - Procesión completa. Una vez llegados a la plaza de San Sebastián los distintos traslados, estos continúan como una única procesión hasta su recogida en la iglesia de Santa María por las calles Mayor • Cañón • Aire | | |

## Miércoles Santo. Procesión del Prendimiento
En la noche del Miércoles Santo, la Cofradía California pone en la calle la más antigua y destacada de sus procesiones, la del Prendimiento, que data de los orígenes de esta en 1747.
| Pontificia, Real e Ilustre Cofradía de Nuestro Padre Jesús en el Doloroso Paso del Prendimiento y Esperanza de la Salvación de las Almas (californios) | Magna Procesión del Santísimo Cristo del Prendimiento | Magna Procesión del Santísimo Cristo del Prendimiento |
| --- | --- | --- |
| | Iglesia de Santa María de Gracia21:00 horasRECORRIDO: Aire • Cañón • Mayor • Plaza de San Sebastián • Puertas de Murcia • Jabonerías • San Roque • Carmen • Santa Florentina • Plaza Juan XXIII • Parque • Plaza Puertas de la Serreta• Serreta • Caridad • Plaza de Risueño • Duque • Plaza de San Ginés • San Francisco • Campos • Jara • Aire | |
| Datos | Composición | Composición |
| PRIMERA SALIDA: 1747Los tronos de la Flagelación, la Sentencia, Santiago, San Pedro, San Juan y la Virgen son llevados a hombros de sus portapasos.Siguiendo una antigua costumbre, al finalizar la procesión la imagen y trono de San Pedro retornan al Arsenal Militar a los sones del pasodoble 'El Gallo'. | - Trono Insignia de la Cofradía (Rafael Terón, 1987) - Tercio de Granaderos - Tercio del Lavatorio de los pies - Santa Cena (Juan García Talens, 1948) - Oración del Huerto (Francisco Salzillo -Apóstoles-, 1761 / José Sánchez Lozano -Cristo y Ángel-, 1974) - Ósculo (Beso de Judas) (Francisco Salzillo -Malco-, 1761 / Mariano Benlliure -Cristo, Judas y San Pedro-, 1948) - Prendimiento (Mariano Benlliure, 1942) - Tercio de Soldados Romanos - Juicio de Jesús (José Sánchez Lozano, 1980) - Arrepentimiento de San Pedro (José Hernández Navarro, 2004) - Cristo de la Flagelación (Mariano Benlliure, 1947) - Coronación de Espinas (Federico Coullaut-Valera, 1963) - Sentencia de Jesús (José Hernández Navarro, 1991) - Santiago Apóstol (José Sánchez Lozano, 1977) - San Pedro Apóstol (José Sánchez Lozano, 1940) - San Juan Evangelista (Mariano Benlliure, 1946 - Santísima Virgen del Primer Dolor (Mariano Benlliure, 1946) - Piquete del Regimiento de Artillería Antiaérea n.º73 | - Trono Insignia de la Cofradía (Rafael Terón, 1987) - Tercio de Granaderos - Tercio del Lavatorio de los pies - Santa Cena (Juan García Talens, 1948) - Oración del Huerto (Francisco Salzillo -Apóstoles-, 1761 / José Sánchez Lozano -Cristo y Ángel-, 1974) - Ósculo (Beso de Judas) (Francisco Salzillo -Malco-, 1761 / Mariano Benlliure -Cristo, Judas y San Pedro-, 1948) - Prendimiento (Mariano Benlliure, 1942) - Tercio de Soldados Romanos - Juicio de Jesús (José Sánchez Lozano, 1980) - Arrepentimiento de San Pedro (José Hernández Navarro, 2004) - Cristo de la Flagelación (Mariano Benlliure, 1947) - Coronación de Espinas (Federico Coullaut-Valera, 1963) - Sentencia de Jesús (José Hernández Navarro, 1991) - Santiago Apóstol (José Sánchez Lozano, 1977) - San Pedro Apóstol (José Sánchez Lozano, 1940) - San Juan Evangelista (Mariano Benlliure, 1946 - Santísima Virgen del Primer Dolor (Mariano Benlliure, 1946) - Piquete del Regimiento de Artillería Antiaérea n.º73 |

## Jueves Santo. Procesión del Silencio
El origen de la procesión california del Silencio se encuentra en 1928, aunque su primer desfile tuvo lugar un año después, cuando procesionaron las imágenes del Ecce homo (el Cristo del Prendimiento sin los sayones y con diferente indumentaria) y la Virgen, que en los primeros años fue la misma del Primer Dolor. En los años sesenta se incorporaron la imagen del Cristo de los Mineros y el grupo de la Vuelta del Calvario, conformando la actual composición de esta procesión, que discurre en silencio, sin música ni tambor (salvo un tambor sordo al principio y el del piquete).
| Pontificia, Real e Ilustre Cofradía de Nuestro Padre Jesús en el Doloroso Paso del Prendimiento y Esperanza de la Salvación de las Almas (californios) | Procesión del Silencio | Procesión del Silencio |
| --- | --- | --- |
| | Iglesia de Santa María de Gracia20:45 horasRECORRIDO: Aire • Cañón • Mayor • Plaza de San Sebastián • Puertas de Murcia • Santa Florentina • Parque • Plaza Puertas de la Serreta • Serreta • Caridad • Plaza de Risueño • Duque • Plaza de San Ginés • San Francisco • Campos • Jara • Aire                                     | |
| Datos | Composición | Composición |
| PRIMERA SALIDA: 1929La procesión transcurre en silencio, y a su paso se apaga la iluminación de las calles por las que discurre.El trono del Ecce homo, primero en llegar a la iglesia de Santa María, no es llevado al interior de esta, sino que espera en la calle del Aire a la llegada de la Virgen de la Esperanza para entrar.A su recogida en la puerta de Santa María se entona un Miserere, y a la llegada de la Virgen de la Esperanza se canta la Salve cartagenera.Poco antes de la salida de la procesión, la Agrupación de Soldados Romanos escenifica una escena de desagravio ante el trono del Ecce homo. | - Tercio del Ósculo - Ecce homo (Mariano Benlliure, 1942) - Santísimo Cristo de los Mineros (Juan García Talens, 1948) - Vuelta del Calvario (José Sánchez Lozano, 1968-1971 / Juan García Talens, 1957) - Santísima Virgen de la Esperanza (Enrique Pérez Comendador, 1943) - Sección de Honores de la Agrupación de Granaderos | - Tercio del Ósculo - Ecce homo (Mariano Benlliure, 1942) - Santísimo Cristo de los Mineros (Juan García Talens, 1948) - Vuelta del Calvario (José Sánchez Lozano, 1968-1971 / Juan García Talens, 1957) - Santísima Virgen de la Esperanza (Enrique Pérez Comendador, 1943) - Sección de Honores de la Agrupación de Granaderos |

## Viernes Santo

### Madrugada. Procesión del Encuentro
Su origen como procesión marraja data de 1663, al igual que la del Santo Entierro. Sin embargo, está documentado que anteriormente ya habían participado los marrajos con su Titular, Jesús Nazareno, en la procesión que tenía lugar al alba del Viernes Santo desde 1614. En ella se escenifica el recorrido del Nazareno por la calle de la Amargura, y en el transcurso de la misma tiene lugar el Encuentro de Jesús y la Virgen Dolorosa. Rememorando los vínculos históricos de la cofradía con los pescadores, la imagen del Nazareno sale de la Lonja de Pescados del barrio de Santa Lucía. El Encuentro tiene lugar a las 4,30 de la madrugada en la plaza de la Merced, continuando todas las procesiones unidas como una única hasta su recogida en Santa María de Gracia.
| Real e Ilustre Cofradía de Nuestro Padre Jesús Nazareno (marrajos) | Procesión del Encuentro | Procesión del Encuentro |
| --- | --- | --- |
| | | |
| Verónica | | |
| | Iglesia de Santa María de Gracia02:00 horasRECORRIDO: Aire • Cañón • Mayor • Plaza de San Sebastián • Honda • Plaza de San Francisco • Arco de la Caridad • Caridad • Plaza de Risueño • Don Roque • Plaza de la Merced                          | |
| PRIMERA SALIDA: 1773Granaderos, Santo Cáliz y Verónica acceden directamente al "Lago" desde la calle Don Roque Condena de Jesús y Primera Caída desfilan por Plaza de Roldán, Saura, Gloria, San Diego y Plaza de la Merced | - Tercio de Granaderos - Santo Cáliz (Francisco Portela -Cáliz-, 1925 / Manuel Biot -Evangelistas-, 1969) - Condena de Jesús (Juan Abascal, 1984) - Primera Caída (Suso de Marcos, 1998) - Grupo de la Verónica (Federico Coullaut-Valera, 1948) | - Tercio de Granaderos - Santo Cáliz (Francisco Portela -Cáliz-, 1925 / Manuel Biot -Evangelistas-, 1969) - Condena de Jesús (Juan Abascal, 1984) - Primera Caída (Suso de Marcos, 1998) - Grupo de la Verónica (Federico Coullaut-Valera, 1948) |
| Jesús Nazareno | | |
| | Lonja de la Pescadería de Santa Lucía02:30 horasRECORRIDO: Paseo del Muelle • Subida del Nazareno • Pl. del Pescador • Paseo Delicias • Avenida Trovero Marín • Plaza Puertas de San José • Subida de San Diego • Plaza de la Merced             | |
| PRIMERA SALIDA: 1663Primera Salida desde Santa Lucía: 1982A su salida tiene lugar la apertura de una verja de hierro forjado que únicamente se abre para la salida del Nazareno | -Tercio de Soldados Romanos (Judíos) - Jesús Nazareno (José Capuz, 1945) | -Tercio de Soldados Romanos (Judíos) - Jesús Nazareno (José Capuz, 1945) |
| N.P. Jesús de Medinaceli | | |
| | Universidad Politécnica de Cartagena (Hospital de Marina)02:15 horasRECORRIDO: Calle Adarve de Artillería • Subida de San José • San Diego • Plaza de la Merced                                                                                  | |
| PRIMERA SALIDA: 1973Primera salida de la UPCT: 2002 | - N.P. Jesús de Medinaceli (Juan González Moreno, 1940) | - N.P. Jesús de Medinaceli (Juan González Moreno, 1940) |
| San Juan y Santísima Virgen Dolorosa | | |
| | Iglesia de Santa María de Gracia02:50 horasRECORRIDO: Aire • Jara • Campos • Plaza de San Francisco • Arco de la Caridad • Caridad • Plaza de Risueño • Don Roque • Plaza de la Merced                                                           | |
| PRIMERA SALIDA: 1663 (Virgen) 1750 (San Juan) | - San Juan Evangelista (José Capuz, 1943) - Santísima Virgen Dolorosa (Atribuida a Francisco Salzillo, siglo XVIII) - Piquete de Granaderos | - San Juan Evangelista (José Capuz, 1943) - Santísima Virgen Dolorosa (Atribuida a Francisco Salzillo, siglo XVIII) - Piquete de Granaderos |
| - Procesión completa. Tras el Encuentro, que se realiza a las 4:30 en la esquina del Palacio de Aguirre y desde la plaza de la Merced, la procesión transcurre en una única composición por las calles Duque • Plaza de San Ginés • San Francisco • Campos • Jara • Plaza de San Sebastián • Aire hasta su recogida en Santa María de Gracia. | | |

### Noche:Procesión del Santo Entierro
En 1663 la Cofradía del Nazareno recibió la encomienda episcopal de organizar las procesiones de Viernes Santo. Aunque tradicionalmente se ha considerado la del Encuentro como la más antigua, lo cierto es que ambas datan del mismo año en cuanto a procesiones organizadas por la Cofradía Marraja.
| Real e Ilustre Cofradía de Nuestro Padre Jesús Nazareno (marrajos) | Procesión del Santo Entierro | Procesión del Santo Entierro |
| --- | --- | --- |
| | Iglesia de Santa María de Gracia20:00 horasRECORRIDO: Aire • Cañón • Mayor • Plaza de San Sebastián • Puertas de Murcia • Sagosta • Tolosa Latour • Carmen • Santa Florentina • Parque • Serreta • Caridad • Duque • Plaza de San Ginés • San Francisco • Campos • Jara • Aire | |
| Datos | Composición | Composición |
| PRIMERA SALIDA: 1663Tras el trono del Yacente desfilan el Obispo de la Diócesis y la Corporación Municipal.Los tronos de Santa María Magdalena, San Juan Evangelista y la Virgen de la Soledad desfilan a hombros de sus portapasos.Al finalizar la procesión, a su recogida en la iglesia de Santa María de Gracia se canta la Salve Cartagenera a la Virgen de la Soledad. | - Tercio de Granaderos Cadetes - Santo Cáliz (Francisco Portela -Cáliz-, 1925 / Manuel Biot -Evangelistas-, 1969) - Tercio de Granaderos - Jesús Nazareno (José Capuz, 1945) - Expolio de Jesús (Juan Abascal, 1982) - Santa Agonía (Carles Flotats, 1942 -Cristo- / Efraín Gómez, 1964 -Virgen-) - La Lanzada (Antonio García Mengual, 1979) - Descendimiento (José Capuz, 1930) - Santísima Virgen de la Piedad (José Capuz, 1925) - Santo Entierro (Juan González Moreno, 1959) - Tercio de Soldados Romanos (Judíos) - Cristo Yacente (José Capuz, 1926) - Santa María Magdalena (José Hernández Navarro, 1984) - San Juan Evangelista (José Capuz, 1943) - Santísima Virgen de la Soledad (José Capuz, 1943) - Piquete del Tercio de Levante de Infantería de Marina | - Tercio de Granaderos Cadetes - Santo Cáliz (Francisco Portela -Cáliz-, 1925 / Manuel Biot -Evangelistas-, 1969) - Tercio de Granaderos - Jesús Nazareno (José Capuz, 1945) - Expolio de Jesús (Juan Abascal, 1982) - Santa Agonía (Carles Flotats, 1942 -Cristo- / Efraín Gómez, 1964 -Virgen-) - La Lanzada (Antonio García Mengual, 1979) - Descendimiento (José Capuz, 1930) - Santísima Virgen de la Piedad (José Capuz, 1925) - Santo Entierro (Juan González Moreno, 1959) - Tercio de Soldados Romanos (Judíos) - Cristo Yacente (José Capuz, 1926) - Santa María Magdalena (José Hernández Navarro, 1984) - San Juan Evangelista (José Capuz, 1943) - Santísima Virgen de la Soledad (José Capuz, 1943) - Piquete del Tercio de Levante de Infantería de Marina |

## Sábado Santo. Procesión de la Vera Cruz
La procesión de la Vera Cruz data del año 1959, aunque la autorización episcopal a la Cofradía Marraja para organizar una procesión en la tarde del Sábado Santo se produjo en 1956. Por ello, se trata de la única procesión de esta cofradía que no ha salido nunca de la iglesia de Santo Domingo, de la que partían los cortejos marrajos hasta la Guerra Civil.
| Real e Ilustre Cofradía de Nuestro Padre Jesús Nazareno (marrajos) | Procesión de la Vera Cruz | Procesión de la Vera Cruz |
| --- | --- | --- |
| | Iglesia de Santa María de Gracia19:00 horasRECORRIDO: Aire • San Miguel • Campos • San Francisco • Plaza de San Ginés • Duque • Caridad • Serreta • Plaza Puerta de la Serreta • Parque • Santa Florentina • Puertas de Murcia • Mayor • Cañón • Aire | |
| Datos | Composición | Composición |
| PRIMERA SALIDA: 1959El trono de las Santas Mujeres tiene su salida desde el Rectorado de la Universidad Politécnica de Cartagena, y se incorpora a la procesión al llegar esta a la plaza de Risueño. | - Tercio de Granaderos Cadetes - Santo Cáliz (Francisco Portela -Cáliz-, 1925 / Manuel Biot -Evangelistas-, 1969) - Santo Sudario de Cristo (Manuel Feria, 1996) - Santas Mujeres (Roque López / Jesús Azcoytia / José Hernández Navarro) - Santo Amor de San Juan (José Capuz, 1953) - Vera Cruz (Orfebrería Villarreal, 1988) - Santísima Virgen de la Soledad de los Pobres (Juan González Moreno, 1959) - Piquete de la Agrupación de Granaderos | - Tercio de Granaderos Cadetes - Santo Cáliz (Francisco Portela -Cáliz-, 1925 / Manuel Biot -Evangelistas-, 1969) - Santo Sudario de Cristo (Manuel Feria, 1996) - Santas Mujeres (Roque López / Jesús Azcoytia / José Hernández Navarro) - Santo Amor de San Juan (José Capuz, 1953) - Vera Cruz (Orfebrería Villarreal, 1988) - Santísima Virgen de la Soledad de los Pobres (Juan González Moreno, 1959) - Piquete de la Agrupación de Granaderos |

## Domingo de Resurrección. Procesión de la Resurrección
Sus orígenes se remontan a 1941, año en que se creó la Agrupación del Resucitado en el seno de la Cofradía Marraja. En 1943 se creó la Cofradía del Resucitado, que desde entonces procesiona cada mañana de Domingo de Resurrección. En 2025 en conmemoración del 80 aniversario de la Cofradía, la procesión recuperará su antiguo itinerario pasando por la calle Canales.
| Real e Ilustre Cofradía de Nuestro Padre Jesús Resucitado | Procesión de la Resurrección | Procesión de la Resurrección |
| --- | --- | --- |
| | Iglesia de Santa María de Gracia10:30 horasRECORRIDO: Aire • Jara • Campos • San Francisco • Plaza de San Ginés • Duque • Plaza de Risueño • Caridad • Serreta • Plaza Puertas de la Serreta • Parque • Plaza Juan XXIII • Canales • Carmen • • Puertas de Murcia • Plaza de San Sebastián • Mayor • Cañón • Aire | |
| Datos | Composición | Composición |
| PRIMERA SALIDA: 1943La subida del trono de la Virgen del Amor Hermoso por la calle del Cañón, a la recogida de la procesión, se realiza a un paso más rápido del habitual en la Semana Santa cartagenera.A la recogida de la Virgen, y tras asomar el trono del Titular por la puerta de Santa María de Gracia, se canta la Salve cartagenera, con la que se pone fin a la Semana Santa. | - Tercio de Soldados Romanos (Judíos) - Santo Ángel de la Cruz Triunfante (José Hernández Navarro, 1983) - Nuestro Padre Jesús Resucitado (Juan González Moreno, 1943) - Grupo de la Resurrección (Federico Coullaut-Valera, 1949) - El Sepulcro Vacío. Mensaje del Ángel (Galo Conesa, 2007) - Aparición de Jesús a María Magdalena (Federico Coullaut-Valera, 1948) - Aparición de Jesús a los Discípulos de Emaús (Federico Coullaut-Valera, 1958) - Aparición de Jesús a Santo Tomás (Federico Coullaut-Valera, 1949) - Aparición de Jesús a los Apóstoles en el Lago Tiberiades (José Hernández Navarro, 1983) - San Juan Evangelista (Antonio García Mengual, 1978) - Santísima Virgen del Amor Hermoso (Juan González Moreno, 1946) - Piquete del Regimiento de Artillería Antiaérea n.º73 | - Tercio de Soldados Romanos (Judíos) - Santo Ángel de la Cruz Triunfante (José Hernández Navarro, 1983) - Nuestro Padre Jesús Resucitado (Juan González Moreno, 1943) - Grupo de la Resurrección (Federico Coullaut-Valera, 1949) - El Sepulcro Vacío. Mensaje del Ángel (Galo Conesa, 2007) - Aparición de Jesús a María Magdalena (Federico Coullaut-Valera, 1948) - Aparición de Jesús a los Discípulos de Emaús (Federico Coullaut-Valera, 1958) - Aparición de Jesús a Santo Tomás (Federico Coullaut-Valera, 1949) - Aparición de Jesús a los Apóstoles en el Lago Tiberiades (José Hernández Navarro, 1983) - San Juan Evangelista (Antonio García Mengual, 1978) - Santísima Virgen del Amor Hermoso (Juan González Moreno, 1946) - Piquete del Regimiento de Artillería Antiaérea n.º73 |